# アプライドキネシオロジー
アプライドキネシオロジー(英: Applied kinesiology、AK、応用キネシオロジー)は、筋肉の強度を触診することで病気を診断し、治療法を選択できると主張する代替医療の診断手法である。カイロプラクターのジョージ・グッドハートがカイロプラクティックをもとに、経絡などの中国医学の概念を取り入れて、1964年に考案した。
グッドハートは、カイロプラクティックの治療を筋肉の改善に活用できると考え、体の精妙なバランスが崩れると筋肉に力が入らなくなり、筋肉は体に良いものには強く悪いものには弱く反応すると主張した。この技法は、筋肉テスト（muscle testing）、筋肉反射テストと呼ばれる。
診断は、全身ではなく一部の筋肉を見ることが多い。患者が子供やペットの場合は、患者に触れた親や飼い主、施術者の筋肉で判断できるとされる（代理テストと呼ぶ）。
アプライドキネシオロジー（応用キネシオロジー）と名乗っているが、人体の動きの科学的研究であるキネシオロジーの範疇に収まるものではなく、科学的と主張するには更なる研究が必要である。単にキネシオロジーと呼ばれることもあるため、両者が混同されることもしばしばある。かなり飛躍した理論を唱える実践者もおり、指で印相（ムドラ）のような輪を作って体のエネルギーを整えたり、効果を判断する流派もある。

## 主張
アプライドキネシオロジーは独自の体系をもつが、中でも中心的な考え方として、特定の筋肉の強い、弱いという状態が、特定の経絡の状態（整っている、乱れている）を反映するというものがある（経絡の対応筋と呼ぶ）。一例を挙げれば、棘上筋の筋肉反射テストを行ったとき、棘上筋が強い状態は任脈が整っていることを表し、弱い状態は任脈の乱れを反映する、と考える。逆に、これらの筋肉を調整して、弱い状態から強い状態に変えることで、対応する経絡の状態を整えることができるというのが、アプライド・キネシオロジーの治療における基本的な考え方である。
陰陽五行説に則って、それぞれの経絡は、特定の内臓器官の機能や、特定の感情と結びついているとされ、経絡を整えることで、肉体面、心理面の問題にアプローチできると主張している。

## 派生
指の筋肉で体にいいものと悪いものを診断するO-リングテスト、アプライドキネシオロジーの理論でアレルゲンの診断・アレルギー治療を行おうというNAET (ナムブドゥリパッドアレルギー除去療法)などがアプライドキネシオロジーから派生している。
心理療法として用いられている思考場療法（TFT）は経絡をタッピングするものであり、アプライドキネシオロジーの考えも取り入れられていると考えられている。その思考場療法をより単純化し、筋肉反射テストを省いた形として、EFT（emotional freedon technique）が生まれた。

## 医学的証拠
アレルギー診断試験に関するガイドラインによると、米国アレルギーぜんそく免疫学会は、「有効性の診断に根拠はない」と評価している。別の研究は、アプライドキネシオロジーの診断は「ランダムな当て推量よりも有用ではない」、アメリカがん協会は「がんや他の病気を治療できる科学的根拠はない」と述べている。

## その他研究
治療法・診断法としてのアプライドキネシオロジーの研究ではないが、アン・M・ジェンセンらは2016年に、筋肉反射テストを使用して嘘を見破る精度に関する前向き研究を行った。被験者が嘘をついた後に主観的な筋力の低下が生じるか否か、真実を話した後に主観的な筋力の低下がするか否かを調べ（実験1は48人、実験2は20人）、筋肉反射テストは直観よりも嘘と真実を区別する精度が高いが、この研究の限界は、他の手動筋力検査（MMT：Manual muscle testing）への応用や、筋肉反射テストへの一般化ができないことであると結論付けた 。